# Grotto Glacier
Grotto Glacier är en glaciär i Antarktis. Den ligger i Västantarktis. Argentina, Chile och Storbritannien gör anspråk på området. Grotto Glacier ligger 310 meter över havet.
Terrängen runt Grotto Glacier är varierad.  Trakten är obefolkad. Det finns inga samhällen i närheten.